# Elías López
Elías Sebastián López (Villa Mercedes, San Luis, Argentina, 8 de julio de 2000) es un futbolista argentino. Juega como lateral derecho y su equipo actual es Belgrano de la Primera División de Argentina.

## Trayectoria

### Inferiores
Estuvo en las inferiores de Argentinos Juniors y Racing de Villa Mercedes de San Luis, luego pasó a las de River Plate, en 2010.

### River Plate
Debutó en la Primera Fecha del Campeonato de Primera División 2019-20 contra Argentinos Juniors.

### Godoy Cruz
El 16 de febrero de 2021 fue cedido por 12 meses al club mendocino. Cumplido el préstamo, River el dueño pase decide cederlo nuevamente el 17 de enero de 2022 por un año, sin cargo y con opción de compra. El 3 de agosto de 2022 sufrió  la rotura del ligamento cruzado en su rodilla izquierda que lo dejó por aproximadamente 8 meses afuera de las canchas.

### Vuelta a River Plate
Cuando sufrió la grave lesión en Godoy Cruz en agosto de 2022, volvió a River a hacer su recuperación. Luego de recuperarse en mayo de 2023, Demichelis no lo tuvo en cuenta y tuvo que buscar club para sumar minutos.

### Arsenal
El 31 de agosto de 2023 fue cedido hasta diciembre del 2023 a Arsenal.

### Sarmiento de Junín
Terminado el préstamo en Arsenal, rescindió su contrato con River y firmó con Sarmiento.

### Belgrano de Córdoba
El 3 de enero de 2025 se oficializó su llegada a Belgrano, fue enviado a préstamo sin cargo y con opción de compra del 50% de su ficha.

## Selección nacional

### Campeonato Sudamericano de Fútbol Sub-17
| Torneo                   | Sede  | Resultado    | Partidos | Goles |
| ------------------------ | ----- | ------------ | -------- | ----- |
| Sudamericano Sub-17 2017 | Chile | Primera fase | 2        | 0     |

## Estadísticas

### Clubes
- Actualizado hasta el 26 de abril de 2025.

| Club | Div.                | Temporada           | Liga  | Liga  | Liga   | Copas Nacionales(1) | Copas Nacionales(1) | Copas Nacionales(1) | Torneos Internacionales(2) | Torneos Internacionales(2) | Torneos Internacionales(2) | Total | Total | Total  | Medida goleadora(3) |
| Club | Div.                | Temporada           | Part. | Goles | Asist. | Part.               | Goles               | Asist.              | Part.                      | Goles                      | Asist.                     | Part. | Goles | Asist. | Medida goleadora(3) |
| --- | ------------------- | ------------------- | ----- | ----- | ------ | ------------------- | ------------------- | ------------------- | -------------------------- | -------------------------- | -------------------------- | ----- | ----- | ------ | ------------------- |
| River Plate Argentina |                     |                     |       |       |        |                     |                     |                     |                            |                            |                            |       |       |        |                     |
| 1.ª | 2019-20             | 3                   | 0     | 0     | 0      | 0                   | 0                   | 0                   | 0                          | 0                          | 3                          | 0     | 0     | 0,00   |                     |
| 1.ª | 2020                | 0                   | 0     | 0     | 0      | 0                   | 0                   | 0                   | 0                          | 0                          | 0                          | 0     | 0     | 0,00   |                     |
| 1.ª | 2023                | 0                   | 0     | 0     | 0      | 0                   | 0                   | 0                   | 0                          | 0                          | 0                          | 0     | 0     | 0,00   |                     |
| Total club | Total club          | 3                   | 0     | 0     | 0      | 0                   | 0                   | 0                   | 0                          | 0                          | 3                          | 0     | 0     | 0,00   |                     |
| Godoy Cruz Argentina |                     |                     |       |       |        |                     |                     |                     |                            |                            |                            |       |       |        |                     |
| 1.ª | 2021                | 19                  | 1     | 4     | 11     | 0                   | 0                   | 0                   | 0                          | 0                          | 30                         | 1     | 4     | 0,03   |                     |
| 1.ª | 2022                | 9                   | 0     | 0     | 11     | 0                   | 1                   | 0                   | 0                          | 0                          | 20                         | 0     | 1     | 0,00   |                     |
| Total club | Total club          | 28                  | 1     | 4     | 22     | 0                   | 1                   | 0                   | 0                          | 0                          | 50                         | 1     | 5     | 0,02   |                     |
| Arsenal Argentina |                     |                     |       |       |        |                     |                     |                     |                            |                            |                            |       |       |        |                     |
| 1.ª | 2023                | -                   | -     | -     | 3      | 0                   | 0                   | -                   | -                          | -                          | 3                          | 0     | 0     | 0,00   |                     |
| Total club | Total club          | 0                   | 0     | 0     | 3      | 0                   | 0                   | 0                   | 0                          | 0                          | 3                          | 0     | 0     | 0,00   |                     |
| Sarmiento (J) Argentina |                     |                     |       |       |        |                     |                     |                     |                            |                            |                            |       |       |        |                     |
| 1.ª | 2024                | 24                  | 2     | 2     | 9      | 0                   | 0                   | -                   | -                          | -                          | 33                         | 2     | 2     | 0,06   |                     |
| Total club | Total club          | 24                  | 2     | 2     | 9      | 0                   | 0                   | 0                   | 0                          | 0                          | 33                         | 2     | 2     | 0,06   |                     |
| Belgrano Argentina |                     |                     |       |       |        |                     |                     |                     |                            |                            |                            |       |       |        |                     |
| 1.ª | 2025                | 7                   | 0     | 0     | 0      | 0                   | 0                   | -                   | -                          | -                          | 7                          | 0     | 0     | 0,00   |                     |
| Total club | Total club          | 7                   | 0     | 0     | 0      | 0                   | 0                   | 0                   | 0                          | 0                          | 7                          | 0     | 0     | 0,00   |                     |
| Total en su carrera | Total en su carrera | Total en su carrera | 62    | 3     | 6      | 34                  | 0                   | 1                   | 0                          | 0                          | 0                          | 96    | 3     | 7      | 0,03                |
| (1) Las copas nacionales se refiere a la Copa Diego Armando Maradona, Copa Argentina y Copa de la Liga Profesional. (2) Las copas internacionales se refiere a la Copa Libertadores y Copa Sudamericana. (3) Media de goles por encuentro. No incluye goles en partidos amistosos. |                     |                     |       |       |        |                     |                     |                     |                            |                            |                            |       |       |        |                     |

## Palmarés

### Campeonatos nacionales
| Título           | Club              | País      | Año     |
| ---------------- | ----------------- | --------- | ------- |
| Copa Argentina   | C. A. River Plate | Argentina | 2018-19 |
| Primera División | C. A. River Plate | Argentina | 2023    |